# 青年之歌
《青年之歌》（英語：Notuner Gaan, The Song of Youth），又叫《佐尔佐尔佐尔》（英語：Chol Chol Chol），是孟加拉国国家进行曲。这首歌作词和作曲均有卡齐·纳兹鲁·伊斯拉姆于1928年创作。最初发表于报纸《 Shikha（শিখা）》上，命名《青年之歌》，之后收录于他的著作（夜晚）中。1972年1月13日，在孟加拉国独立后孟加拉国政府宣布将此曲作为国家进行曲
。

## 相关
- 《金色的孟加拉》，孟加拉国国歌
- 《O Mon Romzaner Oi Rozar Sheshe（英语：O Mon Romzaner Oi Rozar Sheshe）》，孟加拉国著名的开斋节假期歌曲